# Liaw Der-Cheng
Liaw Der-Cheng (17 de septiembre de 1964) es un deportista taiwanés que compitió en judo. Ganó una medalla de bronce en los Juegos Asiáticos de 1990 en la categoría de –78 kg.

## Palmarés internacional
| Representando a China Taipéi |               |                   |           |
| Juegos Asiáticos             |               |                   |           |
| Año                          | Lugar         | Medalla           | Categoría |
| 1990                         | Pekín (China) | Medalla de bronce | –78 kg    |